# Leptodactylus latrans
Espèce
Synonymes
- Rana latrans Steffen, 1815
- Rana gibbosa Raddi, 1823
- Rana fusca Raddi, 1823
- Rana pygmaea Spix, 1824
- Rana pachypus Spix, 1824
- Rana pachybrachion Wied-Neuwied, 1824
- Rana macrocephala Wied-Neuwied, 1825
- Leptodactylus serialis Girard, 1853
- Leptodactylus caliginosus Girard, 1853
- Rana luctator Hudson, 1892
- Rana octoplicata Werner, 1893
- Cystignathus oxycephalus Philippi, 1902
- Leptodactylus ocellatus var. reticulata Cei, 1948
- Leptodactylus ocellatus var. bonairensis Cei, 1949
- Leptodactylus ocellatus sensu Girard, 1853

Statut de conservation UICN

 LC  : Préoccupation mineure
Leptodactylus latrans est une espèce d'amphibiens de la famille des Leptodactylidae.

## Répartition
Cette espèce se rencontre du niveau de la mer jusqu'à 1 400 m d'altitude, :
- au Brésil ;
- en Guyane ;
- au Suriname ;
- au Guyana ;
- au Venezuela ;
- à la Trinité ;
- en Colombie ;
- en Bolivie ;
- au Paraguay ;
- en Argentine, depuis le nord du pays jusqu'en Patagonie (province de río Negro) ;
- en Uruguay.

## Galerie

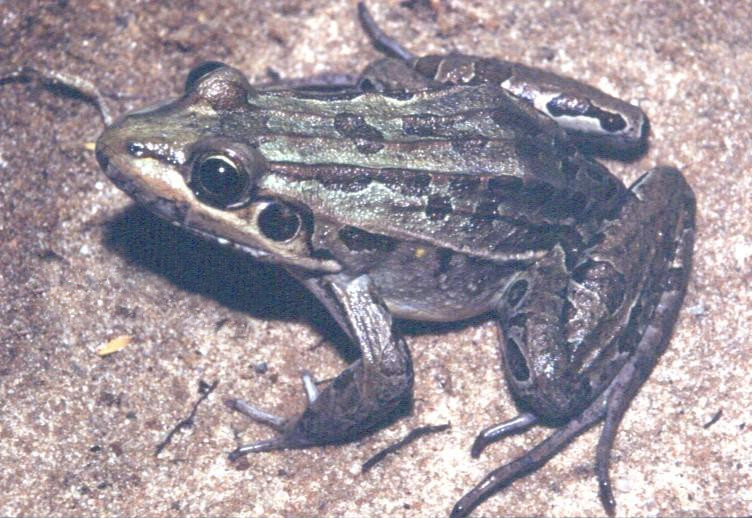
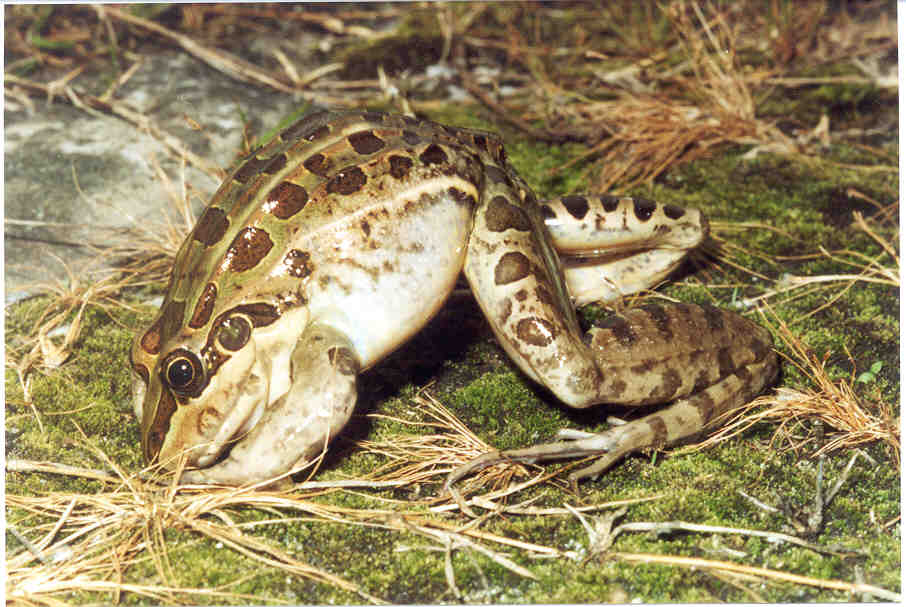
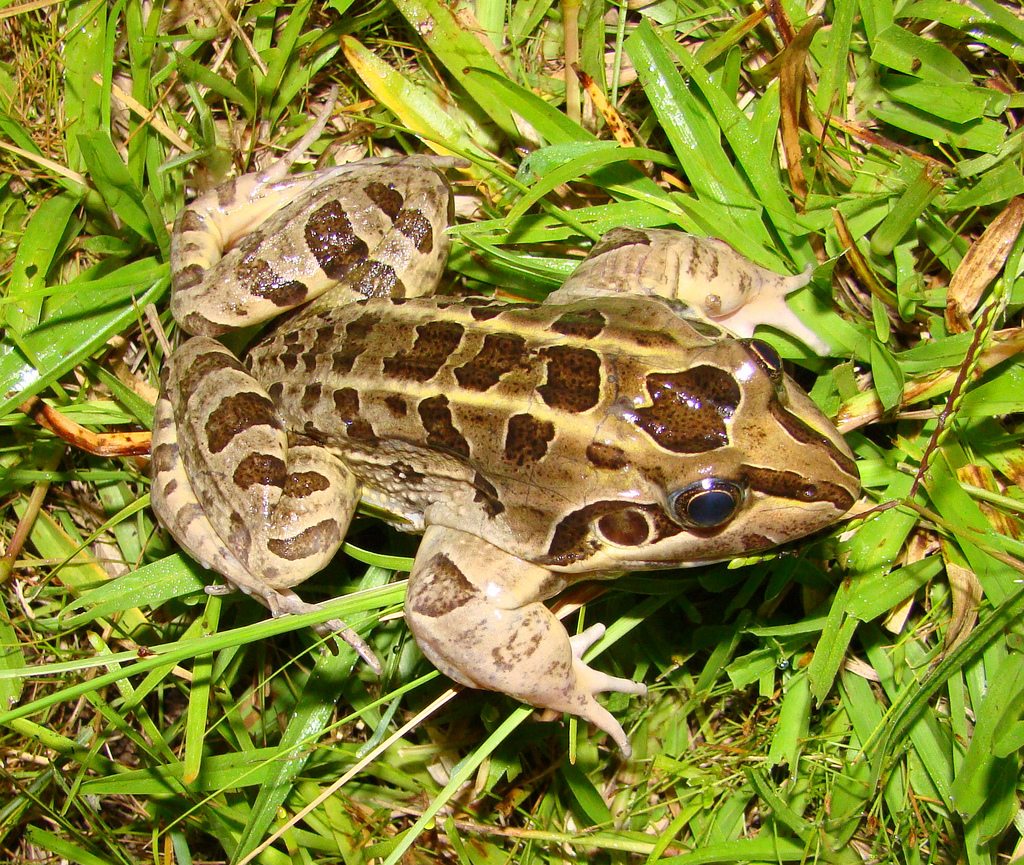
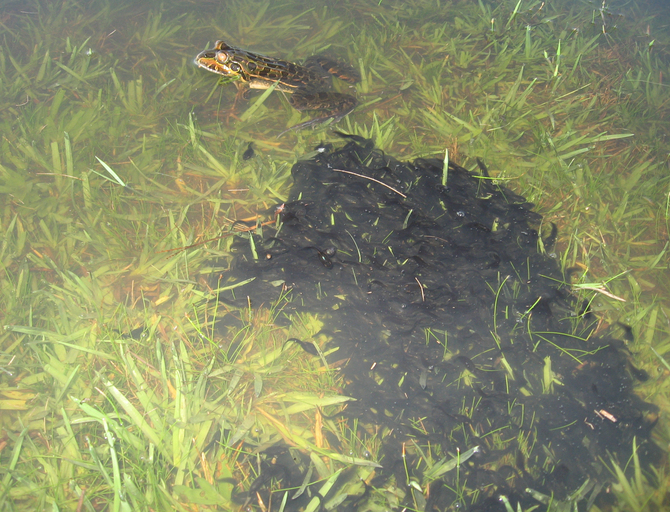

## Taxinomie
Cette espèce a longtemps été nommée par erreur Leptodactylus ocellatus.

## Étymologie
Le nom spécifique latrans vient du latin latrans, aboyeur.

## Publication originale
- Steffen, 1815 : De Ranis nonnullis Observationes Anatomicae quas Consensu Gratiosae Facultatis Medicae. Berlin, Joannis Friderici Starckii.